# Jano (ort)
Jano är en ort i Honduras.   Den ligger i departementet Departamento de Olancho, i den centrala delen av landet, 130 km nordost om huvudstaden Tegucigalpa. Jano ligger 837 meter över havet och antalet invånare är 4 054.
Terrängen runt Jano är huvudsakligen kuperad, men den allra närmaste omgivningen är platt. Runt Jano är det glesbefolkat, med 8 invånare per kvadratkilometer. Jano är det största samhället i trakten.  